# Strumigenys ayersthey
Strumigenys ayersthey es una especie de hormiga perteneciente al género Strumigenys, endémica de la región del Chocó, en Ecuador. Se distingue por ser la única especie dentro de su grupo que presenta una mandíbula alargada, una estructura mandibular de mayor tamaño y carecer de estrías, porosidades o relieves en su cutícula.

## Etimología
S. ayersthey recibe su nombre en honor al artista y activista de derechos humanos Jeremy Ayers. Se destaca por ser la primera especie cuyo nombre binomial utiliza una forma no binaria.
Tradicionalmente, la nomenclatura binomial utilizada en taxonomía zoológica, regida por el Código Internacional de Nomenclatura Zoológica, emplea un sistema de concordancia de género binario gramatical. Cuando una especie es nombrada en honor a una persona, el nombre específico suele terminar con uno de los siguientes sufijos:
- El sufijo «-ae» que se utiliza para honrar a mujeres individuales o grupos de mujeres.
- El sufijo «-i» que se emplea para honrar a hombres individuales, grupos de hombres, o grupos mixtos.

El nombre «ayersthey», que incorpora el pronombre neutro they singular, fue propuesto por Booher con el propósito de honrar tanto la identidad gay de Ayers como su activismo en favor de los derechos de las personas LGBT+, así como a la comunidad no binaria.